# Университетская набережная
Университе́тская набережная — набережная Большой Невы в Санкт-Петербурге, на Васильевском острове, пролегающая от Биржевой площади до площади Трезини и 6-й линии.

## История

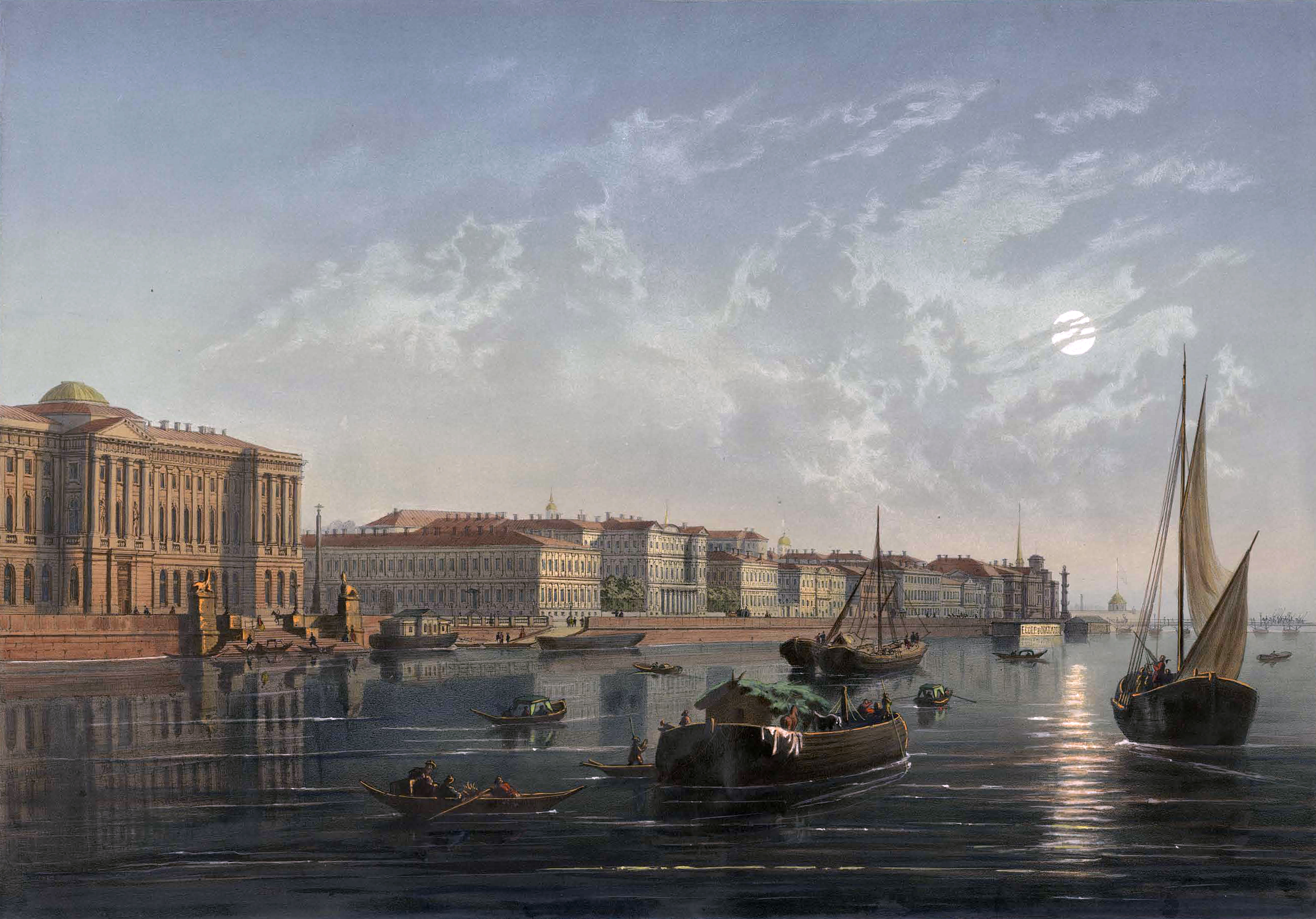
Университетская набережная в XIX веке

Застройка набережной начала формироваться одной из первых в городе в связи с планами Петра I устроить в этом месте административный центр Санкт-Петербурга. В 1710 году было начато строительство первого каменного здания в Санкт-Петербурге — дворца А. Д. Меншикова. В первой половине XVIII века здесь также были построены дворец царицы Прасковьи Фёдоровны (на участке дома № 1), деревянное здание церкви Воскресения Христова с высокой колокольней, здания Кунсткамеры и Двенадцати коллегий, а также дом архитектора Д. А. Трезини. Остальные участки вниз по течению Невы были заняты рядовой жилой застройкой.
Первоначально набережная называлась Наличная линия (1741—1756 годы), это название характерно для передних, лицевых улиц. Так назывался участок от здания Двенадцати коллегий до Кадетской линии. В середине XVIII века берег от здания Двенадцати коллегий до 22-й линии назывался Набережной линией, как и другие набережные рек и каналов. Впоследствии называлась Большая набережная, Набережная перспектива, Кадетская набережная (по находившемуся в доме № 15 Сухопутному Шляхетскому кадетскому корпусу), Кадетская Набережная линия. Затем длительное время набережная не имела названия.
Современное наименование Университетская набережная получила 16 апреля 1887 года по Санкт-Петербургскому Императорскому университету, который был учрежден в 1819 году и частично размещен тогда в здании Двенадцати коллегий.
Нумерация домов — нечётная на всём протяжении набережной.

## Достопримечательности
| Список объектов вокруг Биржевой площади | Список объектов вокруг Биржевой площади | Список объектов вокруг Биржевой площади                                                  | Список объектов вокруг Биржевой площади | Список объектов вокруг Биржевой площади  | Список объектов вокруг Биржевой площади                          |
| Номер дома                              | Описание | Архитектор                                                                               | Постройка                               | Иллюстрация                              | Координаты                                                       |
| --------------------------------------- | --- | ---------------------------------------------------------------------------------------- | --------------------------------------- | ---------------------------------------- | ---------------------------------------------------------------- |
| До № 1                                  | река Нева | река Нева                                                                                | река Нева                               | река Нева                                | река Нева                                                        |
| До № 1                                  | Фонтан на Неве |                                                                                          | 12 июня 2006 (позднее демонтирован)     | Фонтан в панораме Невы                   | 59°56′41″ с. ш. 30°18′34″ в. д.                                  |
| До № 1                                  | Стрелка Васильевского острова |                                                                                          |                                         |                                          |                                                                  |
| До № 1                                  | Ростральные колонны Объект культурного наследия № 7810141003 Объект культурного наследия № 7810141004 | Ж.-Ф. Тома де Томон                                                                      | 1805—1816                               | Ближняя к набережной Ростральная колонна | 59°56′35″ с. ш. 30°18′25″ в. д., 59°56′41″ с. ш. 30°18′18″ в. д. |
| До № 1                                  | Памятный знак «Якорь Петровской эпохи» Якорь-кошка корабля Русского флота, сделанный на Олонецком заводе в 1723 году. Найден на Васильевском острове при работах на Шкиперском протоке в 2001 году. Установлен в честь 300-летия Санкт-Петербурга | архитектор О. А. Харченко, скульптор Б. А. Петров, резчик по камню П. И. Гиль            | 23 мая 2003                             | Якорь-кошка                              | 59°56′38″ с. ш. 30°18′22″ в. д.                                  |
| До № 1                                  | Памятный знак «Стрелка Васильевского острова» Установлен в честь 300-летия Санкт-Петербурга | архитектор Ю. А. Никитин, скульпторы А. С. Кунац, Д. М. Никитин, дизайнер А. В. Тимофеев | 14 ноября 2003                          | Памятный знак                            | 59°56′39″ с. ш. 30°18′25″ в. д.                                  |
| До № 1                                  | Биржевая площадь |                                                                                          |                                         |                                          |                                                                  |
| До № 1                                  | Биржевой проезд |                                                                                          |                                         |                                          |                                                                  |
| До № 1                                  | Здание биржи Объект культурного наследия № 7810142001 | Ж.-Ф. Тома де Томон                                                                      | 1805—1816                               | Фасад здания Биржи                       | 59°56′38″ с. ш. 30°18′22″ в. д.                                  |
| До № 1                                  | Дворцовый мост Объект культурного наследия № 7802129000 | инженер А. П. Пшеницкий                                                                  | 23 декабря 1916                         | Дворцовый мост                           | 59°56′28″ с. ш. 30°18′29″ в. д.                                  |

| Список объектов от Биржевой площади до Менделеевской линии | Список объектов от Биржевой площади до Менделеевской линии                                                                           | Список объектов от Биржевой площади до Менделеевской линии                        | Список объектов от Биржевой площади до Менделеевской линии | Список объектов от Биржевой площади до Менделеевской линии              | Список объектов от Биржевой площади до Менделеевской линии |
| Номер дома                                                 | Описание | Архитектор                                                                        | Постройка                                                  | Иллюстрация                                                             | Координаты                                                 |
| ---------------------------------------------------------- | --- | --------------------------------------------------------------------------------- | ---------------------------------------------------------- | ----------------------------------------------------------------------- | ---------------------------------------------------------- |
|                                                            | река Нева |                                                                                   |                                                            |                                                                         |                                                            |
| № 1                                                        | Южный пакгауз Биржи С 1893 года в здании располагается Зоологический музей Объект культурного наследия № 7810143000                  | А. Д. Захаров, И. Ф. Лукини                                                       | 1826—1832                                                  | Вид с Большой Невы                                                      | 59°56′33″ с. ш. 30°18′19″ в. д.                            |
| № 3                                                        | Кунсткамера (Музей антропологии и этнографии имени Петра Великого Российской академии наук) Объект культурного наследия № 7810180000 | Г. Маттарнови, Н. Ф. Гербель, М. Г. Земцов, С. И. Чевакинский, Р. Р. Марфельд     | 1718—1734                                                  | Вид с другого берега Большой Невы                                       | 59°56′29″ с. ш. 30°18′15″ в. д.                            |
| № 3                                                        | Каменные истуканы во дворе Кунсткамеры                                                                                               |                                                                                   | 1913 год (изготовление), 1960-е годы (установка)           | Двор Кунсткамеры                                                        | 59°56′30″ с. ш. 30°18′14″ в. д.                            |
| № 3                                                        | Спуск к Большой Неве напротив Кунсткамеры Объект культурного наследия № 7810705004                                                   |                                                                                   |                                                            | Спуск                                                                   |                                                            |
| № 3 — № 5                                                  | Таможенный переулок | Таможенный переулок                                                               | Таможенный переулок                                        | Таможенный переулок                                                     | Таможенный переулок                                        |
| № 5                                                        | Здание Академии наук Объект культурного наследия № 7810181000                                                                        | Д. Кваренги (первый этап), И. Ф. Лукини при участии Д. Е. Филиппова (второй этап) | 1783—1789, 1826—1831                                       | Здание академии наук                                                    | 59°56′27″ с. ш. 30°18′08″ в. д.                            |
| № 5                                                        | Кафедра иностранных языков РАН (со стороны Таможенного переулка)                                                                     |                                                                                   |                                                            |                                                                         | 59°56′28″ с. ш. 30°18′11″ в. д.                            |
| № 5                                                        | Филиал архива РАН (во дворе) |                                                                                   |                                                            |                                                                         | 59°56′28″ с. ш. 30°18′08″ в. д.                            |
| № 5 — № 7                                                  | Менделеевская линия | Менделеевская линия                                                               | Менделеевская линия                                        | Менделеевская линия                                                     | Менделеевская линия                                        |
| № 5 — № 7                                                  | Памятник М. В. Ломоносову | скульпторы В. Д. Свешников и Б. А. Петров, архитекторы И. А. Шахов и Э. А. Тяхт   | 1986                                                       | Памятник Ломоносову (вид сбоку) · Памятник Ломоносову (фронтальный вид) | 59°56′26″ с. ш. 30°18′05″ в. д.                            |
| № 5 — № 7                                                  | Спуск к Большой Неве Объект культурного наследия № 7802129000                                                                        |                                                                                   |                                                            | Спуск к Неве у Менделеевской линии                                      |                                                            |

| Список объектов от Менделеевской линии до Кадетской линии | Список объектов от Менделеевской линии до Кадетской линии | Список объектов от Менделеевской линии до Кадетской линии | Список объектов от Менделеевской линии до Кадетской линии                                        | Список объектов от Менделеевской линии до Кадетской линии | Список объектов от Менделеевской линии до Кадетской линии |  |
| Номер дома                                                | Описание | Архитектор | Постройка                                                                                        | Иллюстрация                                               | Координаты                                                |  |
| --------------------------------------------------------- | --- | --- | ------------------------------------------------------------------------------------------------ | --------------------------------------------------------- | --------------------------------------------------------- |  |
| № 7                                                       | Здание Двенадцати коллегий (Санкт-Петербургский государственный университет) Объект культурного наследия № 7810183001                                                         | Д. Трезини | 1722—1736                                                                                        | Вид здания в 1750—1751 годах                              | 59°56′30″ с. ш. 30°17′55″ в. д.                           |  |
| № 7                                                       | В здании жил и работал Д. И. Менделеев | | Январь 1866 — август 1890                                                                        | Вид здания в 2012 году                                    | 59°56′30″ с. ш. 30°17′55″ в. д.                           |  |
| № 7/9                                                     | Здание Физического института Санкт-Петербургского государственного университета (во дворе) ·                                                                                  | И. Н. Коковцев, Н. А. Виташевский | 1898—1900                                                                                        |                                                           |                                                           |  |
| № 9                                                       | Ректорский флигель (Санкт-Петербургский государственный университет) Объект культурного наследия № 7810183004                                                                 | А. Ф. Щедрин | 1840—1842                                                                                        | Ректорский флигель                                        | 59°56′24″ с. ш. 30°18′00″ в. д.                           |  |
| № 9                                                       | В здании родился и жил поэт А. А. Блок | | 16 ноября 1880—1883                                                                              | Рекоторский флигель, вид со двора                         | 59°56′24″ с. ш. 30°18′00″ в. д.                           |  |
| № 9                                                       | Корпус для игры в мяч («Же-де-пом»), старейшее в России спортивное сооружение (Кафедра физической культуры и спорта СПбГУ, во дворе) Объект культурного наследия № 7810183002 | А. Ф. Кокоринов, Ж.-Б. Валлен-Деламот, И. И. Горностаев | 1771—1773, (1778—1782), 1872—1873                                                                |                                                           |                                                           |  |
| № 11 — № 13                                               | До 1730 — деревянная церковь Воскресения Христова | | 1713                                                                                             |                                                           |                                                           |  |
| № 11                                                      | Дворец императора Петра II С 1937 года — филологический и восточный факультеты СПбГУ Объект культурного наследия № 7810185000                                                 | Д. Трезини (проект), Р. Б. Бернгард, В. И. Собольщиков | 1710—1714, 1727, 1759—1761, 1867—1870                                                            | Вид с Большой Невы                                        | 59°56′24″ с. ш. 30°17′57″ в. д.                           |  |
| № 11 — № 13                                               | Филологический переулок | Филологический переулок | Филологический переулок                                                                          | Филологический переулок                                   | Филологический переулок                                   |  |
| № 13                                                      | Флигель и Манеж Первого кадетского корпуса Объект культурного наследия № 7810176005                                                                                           | архитекторы Н. Ф. Гербель (флигель), И.-Г. Борхардт, И. Я. Шумахер, скульптор И. Юст | 1756—1759                                                                                        | Манеж и флигель Первого кадетского корпуса                | 59°56′22″ с. ш. 30°17′52″ в. д.                           |  |
| Напротив № 13                                             | Правый береговой устой Исаакиевского моста Объект культурного наследия № 7810705006                                                                                           | А. А. Бетанкур, В. фон Треттер | 1818—1821                                                                                        | Памятный знак                                             | 59°56′17″ с. ш. 30°17′59″ в. д.                           |  |
| Напротив № 13                                             | Памятный знак «Послание через века» Гранитная книга со строчками А. С. Пушкина «Люблю тебя, Петра творенье». Установлен в честь 300-летия Санкт-Петербурга                    | архитектор О. С. Романов, скульптор Э. П. Соловьёва | 25 октября 2002                                                                                  | Гранитная книга                                           | 59°56′20″ с. ш. 30°17′54″ в. д.                           |  |
| № 15                                                      | Меншиковский дворец Объект культурного наследия № 7810176001 | Д. М. Фонтана, Г. И. Шедель (проект), Д. Трезини (перестройка), И. Е. Старов, В. И. Баженов, Ю. М. Фельтен (перестройка), А. Э. Гессен, В. К. Галочкин, Г. В. Михайлов, И. В. Бурковская, К. А. Кочергин (реставрация) | 1710—1720, 1731 (перестройка), вторая половина XVIII века (перестройка), 1966—1981 (реставрация) | Общий вид                                                 | 59°56′22″ с. ш. 30°17′52″ в. д.                           |  |
| № 15                                                      | Бюст А. Д. Меншикова во дворе Меншиковского дворца | О. А. Брунина, скульптор М. Т. Литовченко | 2002                                                                                             | Бюст А. Д. Меншикова                                      |                                                           |  |
| № 15                                                      | Жилые и учебные комнаты Первого кадетского корпуса Объект культурного наследия № 7810176004                                                                                   | Д. Трезини | 1731                                                                                             | Жилые и учебные комнаты Кадетского корпуса (справа)       |                                                           |  |
| № 15 — № 17                                               | Кадетская линия | Кадетская линия | Кадетская линия                                                                                  | Кадетская линия                                           | Кадетская линия                                           |  |

| Список объектов от Кадетской линии до пристани со сфинксами | Список объектов от Кадетской линии до пристани со сфинксами | Список объектов от Кадетской линии до пристани со сфинксами | Список объектов от Кадетской линии до пристани со сфинксами                   | Список объектов от Кадетской линии до пристани со сфинксами                      | Список объектов от Кадетской линии до пристани со сфинксами |
| Номер дома                                                  | Описание | Архитектор | Постройка                                                                     | Иллюстрация                                                                      | Координаты                                                  |
| ----------------------------------------------------------- | --- | --- | ----------------------------------------------------------------------------- | -------------------------------------------------------------------------------- | ----------------------------------------------------------- |
| № 15 — № 17                                                 | Румянцевский сад, по имени П. А. Румянцева (изначально Соловьёвский сад) Объект культурного наследия № 7810187004                                                                     | Создан на средства купца С. Ф. Соловьёва, планировка по проекту Н. Н. Ковригина, перепланировка — садовый мастер Р. Ф. Катцер                                                           | 1865—1867, 1927 (перепланировка), 2002—2003 (реставрация)                     | Румянцевский сад                                                                 | 59°56′18″ с. ш. 30°17′33″ в. д.                             |
| № 15 — № 17                                                 | Обелиск «Румянцева победам» Объект культурного наследия № 7810187001 | В. Бренна (проект), А. Н. Воронихин (реставрация) | 1799, 1809                                                                    |                                                                                  | 59°56′18″ с. ш. 30°17′32″ в. д.                             |
| № 15 — № 17                                                 | Обелиск «Румянцева победам» Объект культурного наследия № 7810187001 | Перенос памятника на Васильевский остров — К. Росси | 1818                                                                          |                                                                                  | 59°56′18″ с. ш. 30°17′32″ в. д.                             |
| № 15 — № 17                                                 | Ограда Румянцевского сада Объект культурного наследия № 7810187002 | изготовлена на заводе Сан-Галли по рисункам Н. Н. Ковригина | 1866—1868                                                                     | Ограда Румянцевского сада                                                        |                                                             |
| № 15 — № 17                                                 | Фонтаны Румянцевского сада Объект культурного наследия № 7810187005 | Д. И. Йенсен | 1867                                                                          | Один из фонтанов Румянцевского сада                                              |                                                             |
| № 15 — № 17                                                 | Музыкальный павильон Румянцевского сада Объект культурного наследия № 7810187003 | автор не установлен | 1865—1867                                                                     | Музыкальный павильон Румянцевского сада                                          |                                                             |
| № 15 — № 17                                                 | Бюст И. Е. Репина | скульптор М. Г. Манизер, архитектор В. Л. Спиридонов | 1951 (изготовление), 14 января 1999 (установка)                               |                                                                                  | 59°56′17″ с. ш. 30°17′33″ в. д.                             |
| № 15 — № 17                                                 | Бюст В. И. Сурикова | скульптор Л. Ю. Эйдлин, архитектор В. Л. Спиридонов | 1951 (изготовление), 14 января 1999 (установка)                               |                                                                                  | 59°56′16″ с. ш. 30°17′32″ в. д.                             |
| Напротив № 15 — № 17                                        | Румянцевский спуск Объект культурного наследия № 7810705005 | инженер Е. А. Адам | 1830                                                                          | Румянцевский спуск                                                               |                                                             |
| 2-я и 3-я линии                                             | | |                                                                               |                                                                                  |                                                             |
| № 17                                                        | Здание Императорской Академии художеств (Санкт-Петербургский государственный институт живописи, скульптуры и архитектуры имени И. Е. Репина) Объект культурного наследия № 7810186001 | А. Ф. Кокоринов и Ж.-Б. Валлен-Деламот (первый этап), А. А. Михайлов 2-й и К. А. Тон (второй этап), Л. Н. Бенуа, А. И. Резанов, В. А. Щуко, Ф. И. Эппингер (третий этап)                | 1764—1788, 1817—1837, 2-я пол. XIX — начало XX вв.                            | Вид с Невы                                                                       | 59°56′18″ с. ш. 30°17′33″ в. д.                             |
| № 17                                                        | Музей Академии художеств | |                                                                               | Г. К. Михайлов. Вторая галерея антиков в Императорской Академии Художеств (1836) | 59°56′14″ с. ш. 30°17′25″ в. д.                             |
| № 17                                                        | Сад Академии художеств с колонной в центре Объект культурного наследия № 7810186006                                                                                                   | |                                                                               | Сад с колонной                                                                   | 59°56′19″ с. ш. 30°17′18″ в. д.                             |
| Напротив № 17                                               | Сфинксы фараона Аменхотепа III | Куплены А. Н. Муравьёвым и привезены из Египта в Санкт-Петербург | 1455—1419 гг. до н. э.                                                        | Один из сфинксов                                                                 | 59°56′13″ с. ш. 30°17′26″ в. д.                             |
| Напротив № 17                                               | Пристань со сфинксами Объект культурного наследия № 7810705002 | К. А. Тон (проект), П. П. Годе (бронзовые светильники и грифоны), И. Н. Бенуа, А. Е. Поляков и Г. Ф. Цыганков (реставрация пристани), С. Б. Щигорец и А. А. Доос (реставрация сфинксов) | 1832—1834, 1958—1960 (реставрация пристани), 2002—2003 (реставрация сфинксов) | Пристань в 1835 году                                                             | 59°56′13″ с. ш. 30°17′26″ в. д.                             |
| Напротив № 17                                               | Место съёмки фильма «Невероятные приключения итальянцев в России» | Режиссёр Эльдар Рязанов | 1974                                                                          |                                                                                  | 59°56′13″ с. ш. 30°17′26″ в. д.                             |

| Список объектов от 4-й и 5-й линии до 6-й линии | Список объектов от 4-й и 5-й линии до 6-й линии              | Список объектов от 4-й и 5-й линии до 6-й линии                  | Список объектов от 4-й и 5-й линии до 6-й линии | Список объектов от 4-й и 5-й линии до 6-й линии | Список объектов от 4-й и 5-й линии до 6-й линии |
| Номер дома                                      | Описание                                                     | Архитектор                                                       | Постройка                                       | Иллюстрация                                     | Координаты                                      |
| ----------------------------------------------- | ------------------------------------------------------------ | ---------------------------------------------------------------- | ----------------------------------------------- | ----------------------------------------------- | ----------------------------------------------- |
| № 17 — № 19                                     | 4-я и 5-я линии                                              | 4-я и 5-я линии                                                  | 4-я и 5-я линии                                 | 4-я и 5-я линии                                 | 4-я и 5-я линии                                 |
| За № 17                                         | Площадь Трезини                                              | Площадь Трезини                                                  | Площадь Трезини                                 | Площадь Трезини                                 | Площадь Трезини                                 |
| За № 17                                         | Благовещенский мост Объект культурного наследия № 7802130000 | инженеры С. В. Кербедз и Дж. Уистлер, оформление — А. П. Брюллов | 1843—1850                                       | Исторический вид на Благовещенский мост         | 59°56′05″ с. ш. 30°17′21″ в. д.                 |
| За № 17                                         | Благовещенский мост Объект культурного наследия № 7802130000 | Реконструкция: инженер Г. П. Передерий                           | 1936—1939                                       | Вид на мост в 2005 году                         | 59°56′05″ с. ш. 30°17′21″ в. д.                 |
| За № 17                                         | Благовещенский мост Объект культурного наследия № 7802130000 | Реконструкция: Мостоотряд №19                                    | октябрь 2005—15 августа 2007                    | Вид на мост в 2008 году                         | 59°56′05″ с. ш. 30°17′21″ в. д.                 |
| № 19                                            | Дом фон Лоде (А. Г. Елисеева) ·                              | Е. А. Тур, А. А. Бруни                                           | 1770-е, 1861, 1891—1892                         | Университетская 19                              |                                                 |
| № 21                                            | Дом Трезини Объект культурного наследия № 7802312001         | Д. Трезини, М. Земцов                                            | 1721—1726,                                      | Дом архитектора Трезини                         | 59°56′13″ с. ш. 30°17′16″ в. д.                 |
| Напротив № 21                                   | Памятник Доменико Трезини                                    | скульптор П. Игнатьев, архитектор П. Багрянцев                   | 19 февраля 2014                                 | Памятник Трезини                                | 59°56′13″ с. ш. 30°17′16″ в. д.                 |
| № 23                                            | Дом А. Черкасского (Р. Риттера) ·                            | Е. Т. Цолликофер                                                 | 1720—1730, 1840                                 | Университетская 23                              |                                                 |
| № 25                                            | Дом Алексеева (доходный дом И. О. Рубана) (правая часть) ·   | Х. Х. Бек, П. Д. Шрётер, И. О. Рубан                             | 1830, 1837, 1872—1873                           | Университетская 23 (правая)                     |                                                 |
| № 25                                            | Дом Алексеева (доходный дом И. О. Рубана) (левая часть) ·    | Х. Х. Бек, П. Д. Шрётер, И. О. Рубан                             | 1830, 1837, 1872—1873                           | Университетская 23 (левая)                      |                                                 |
| № 25                                            | В здании родился и жил Н. К. Рерих                           |                                                                  | 1874—1899                                       |                                                 |                                                 |
|                                                 | 6-я и 7-я линии                                              |                                                                  |                                                 |                                                 |                                                 |